# Castello di Chinon
Il castello di Chinon (/ʃiˈnõ/) si trova a Chinon, un comune francese situato sulle rive del fiume Vienne nel dipartimento dell'Indre e Loira. Dal 1840 è classificato come Monumento storico di Francia.

## Storia
Nel castello di Chinon fu tenuto prigioniero Jacques de Molay, l'ultimo gran maestro dell'Ordine dei templari prima della sua esecuzione avvenuta poi a Parigi.
Nel 1429 avvenne inoltre in questo castello il primo incontro fra Giovanna d'Arco ed il re Carlo VII.

## Galleria d'immagini

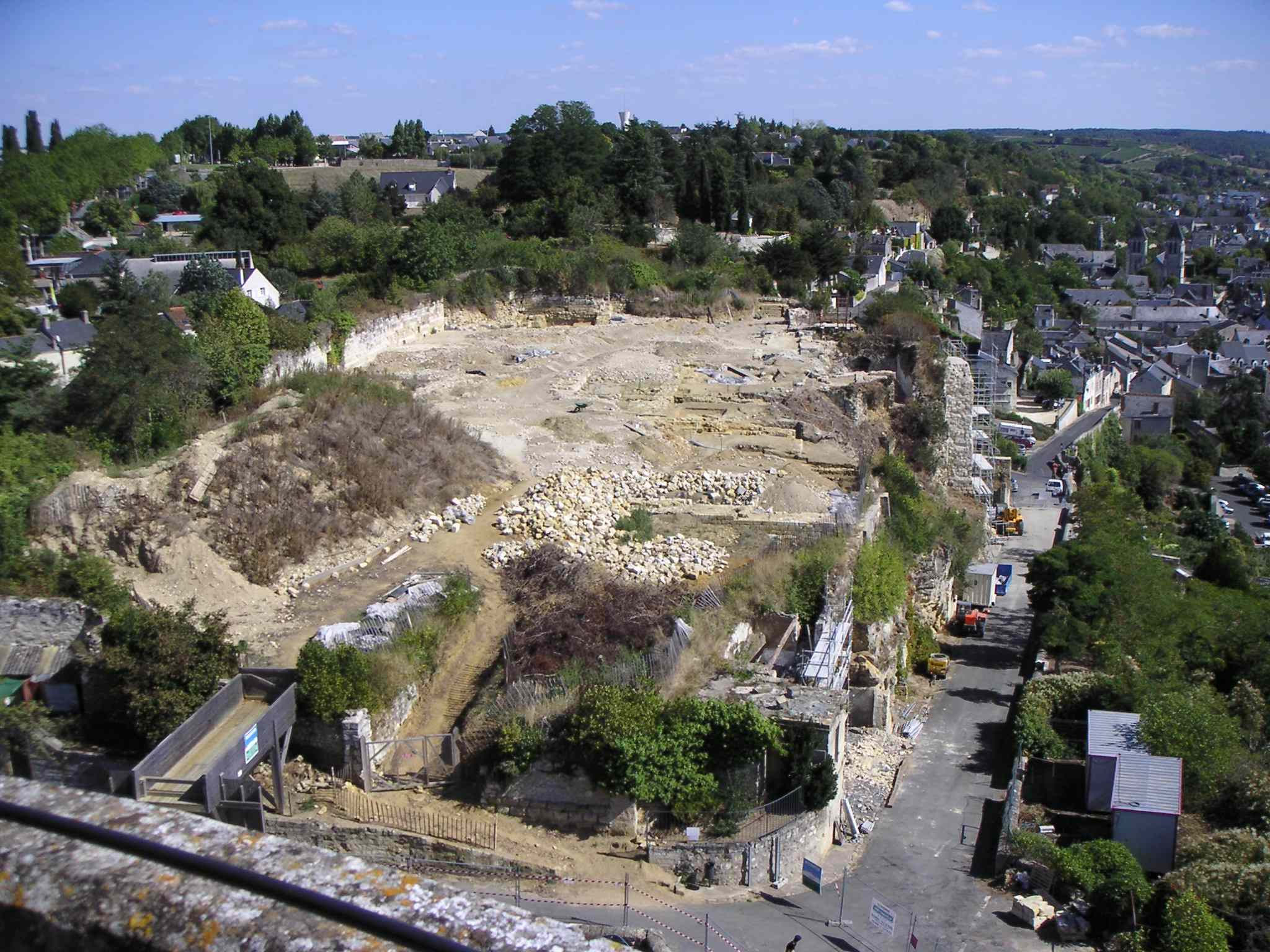
Resti del forte di San Giorgio, prima struttura difensiva del castello.
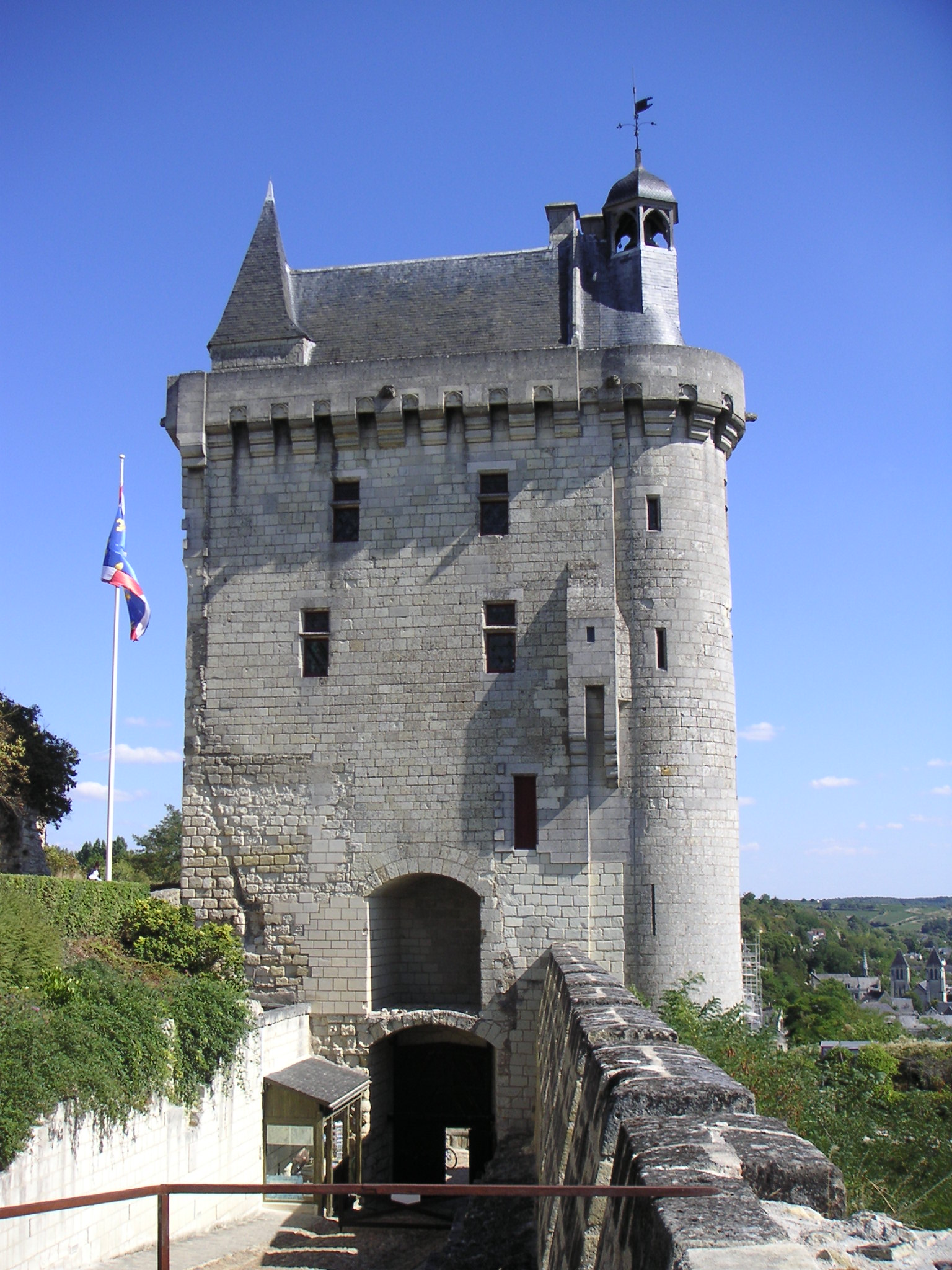
Torre dell'orologio (tour de l'horloge).
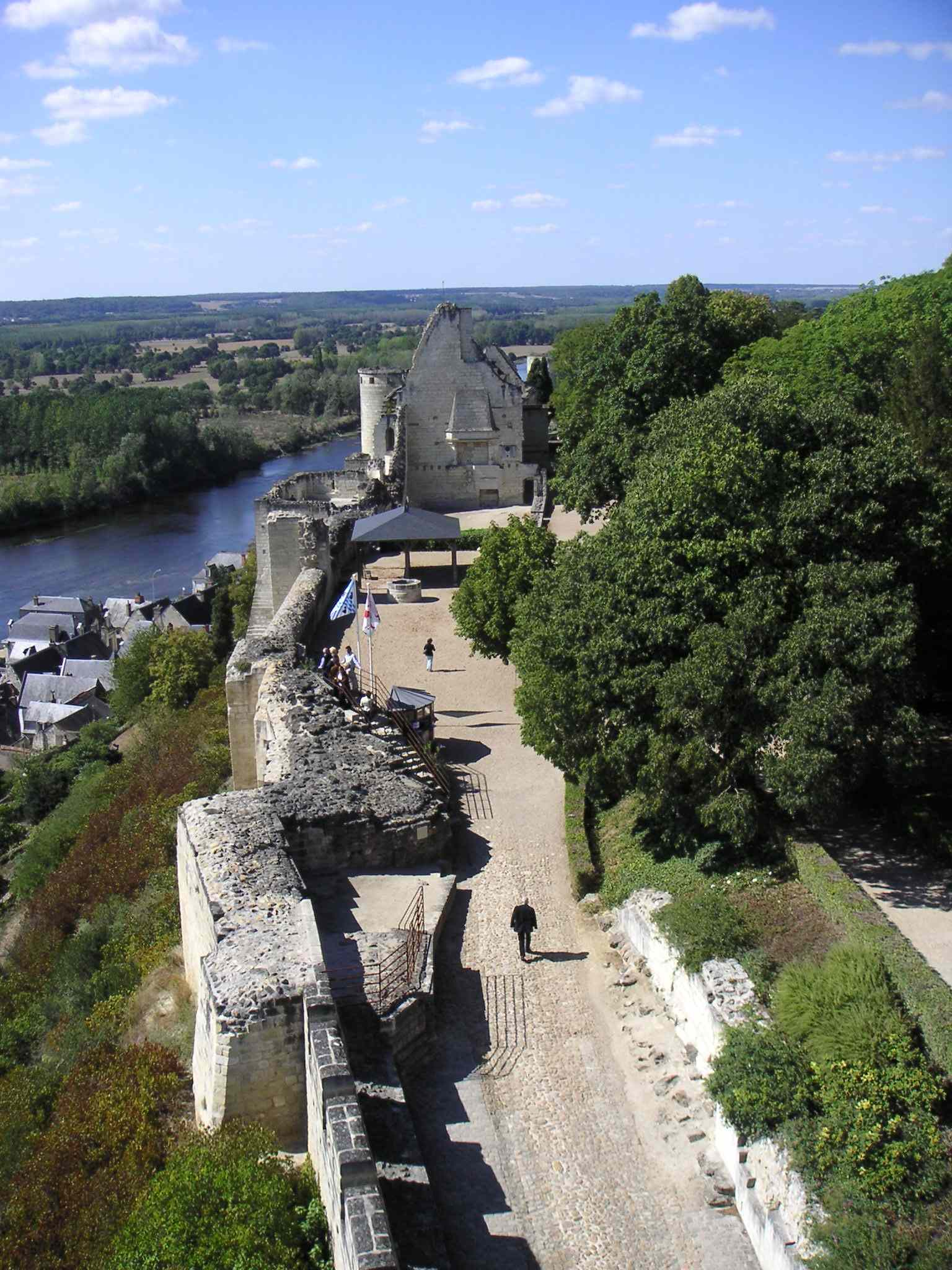
Gli alloggi reali visti dalla torre dell'orologio.
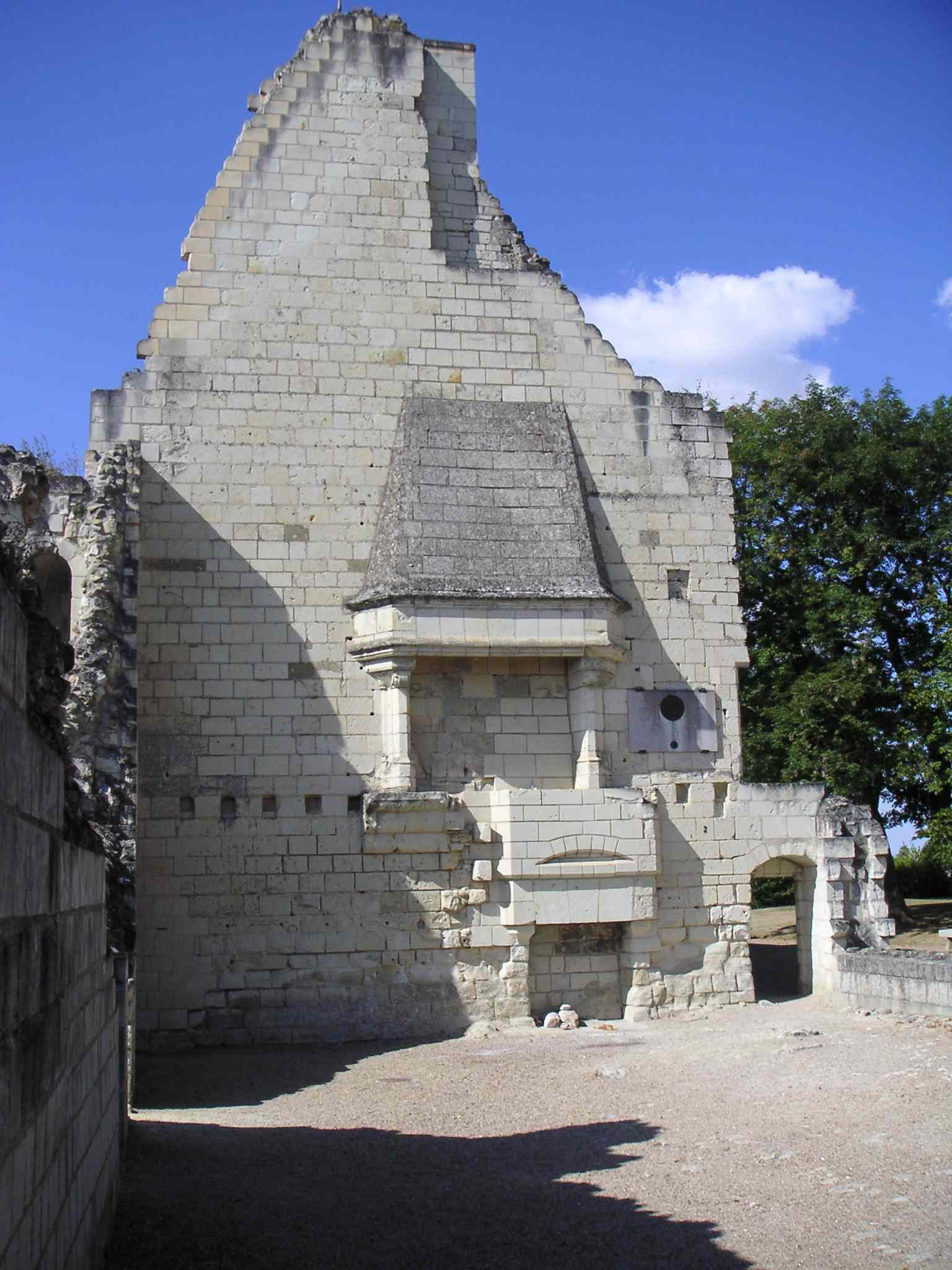
La grande sala degli alloggi reali.
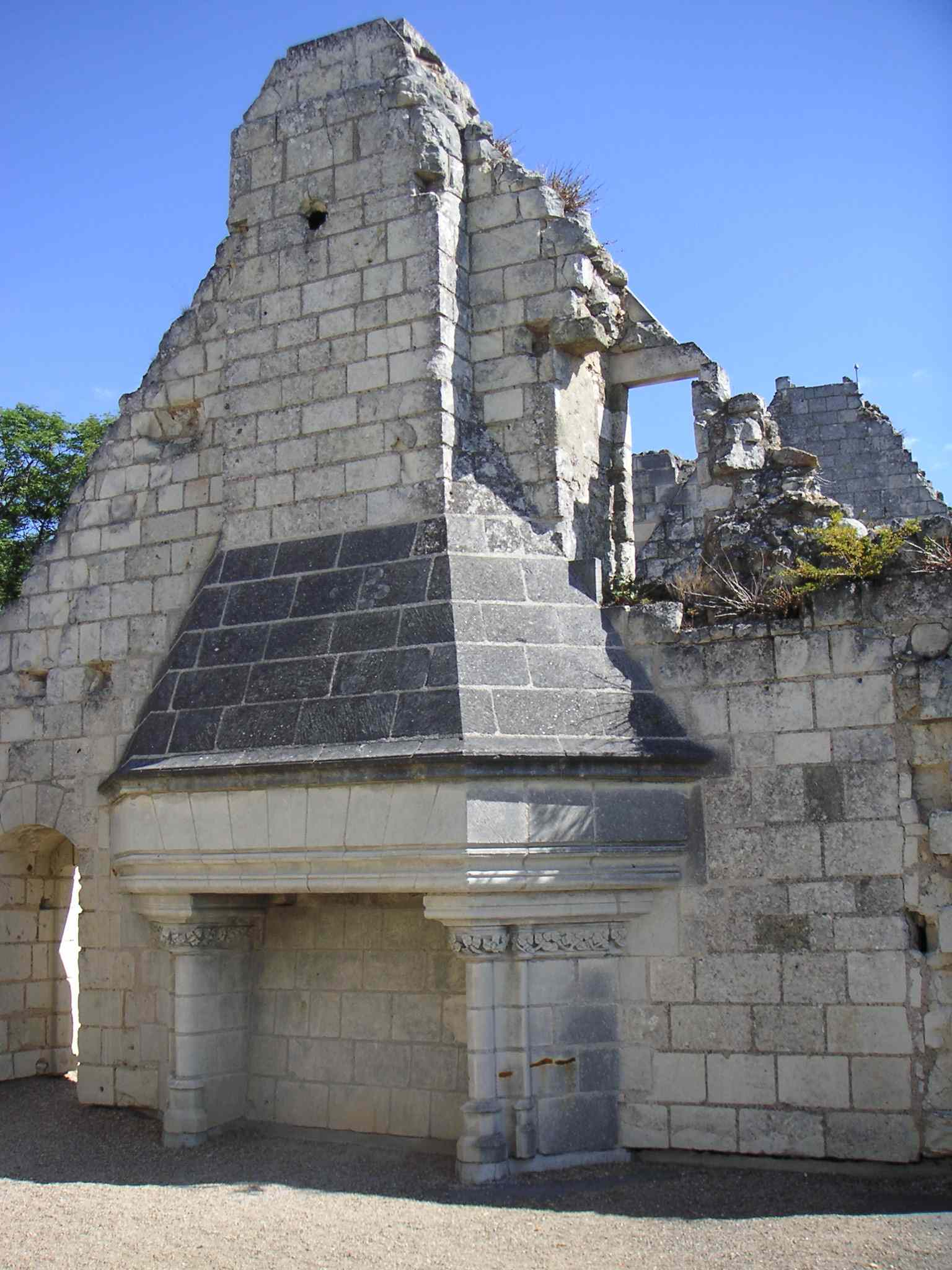
Il primo piano degli alloggi reali.
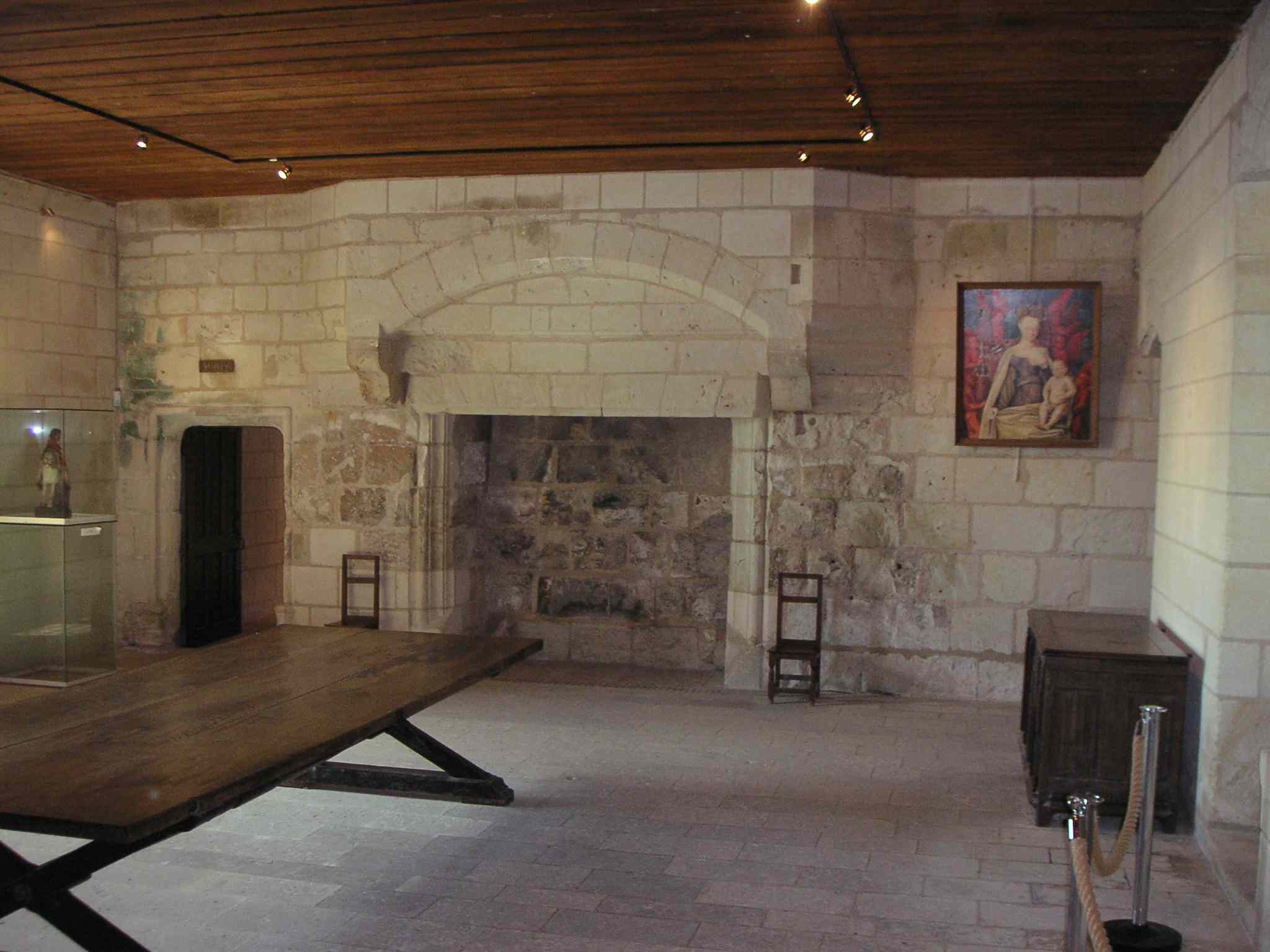
Interno degli alloggi reali.
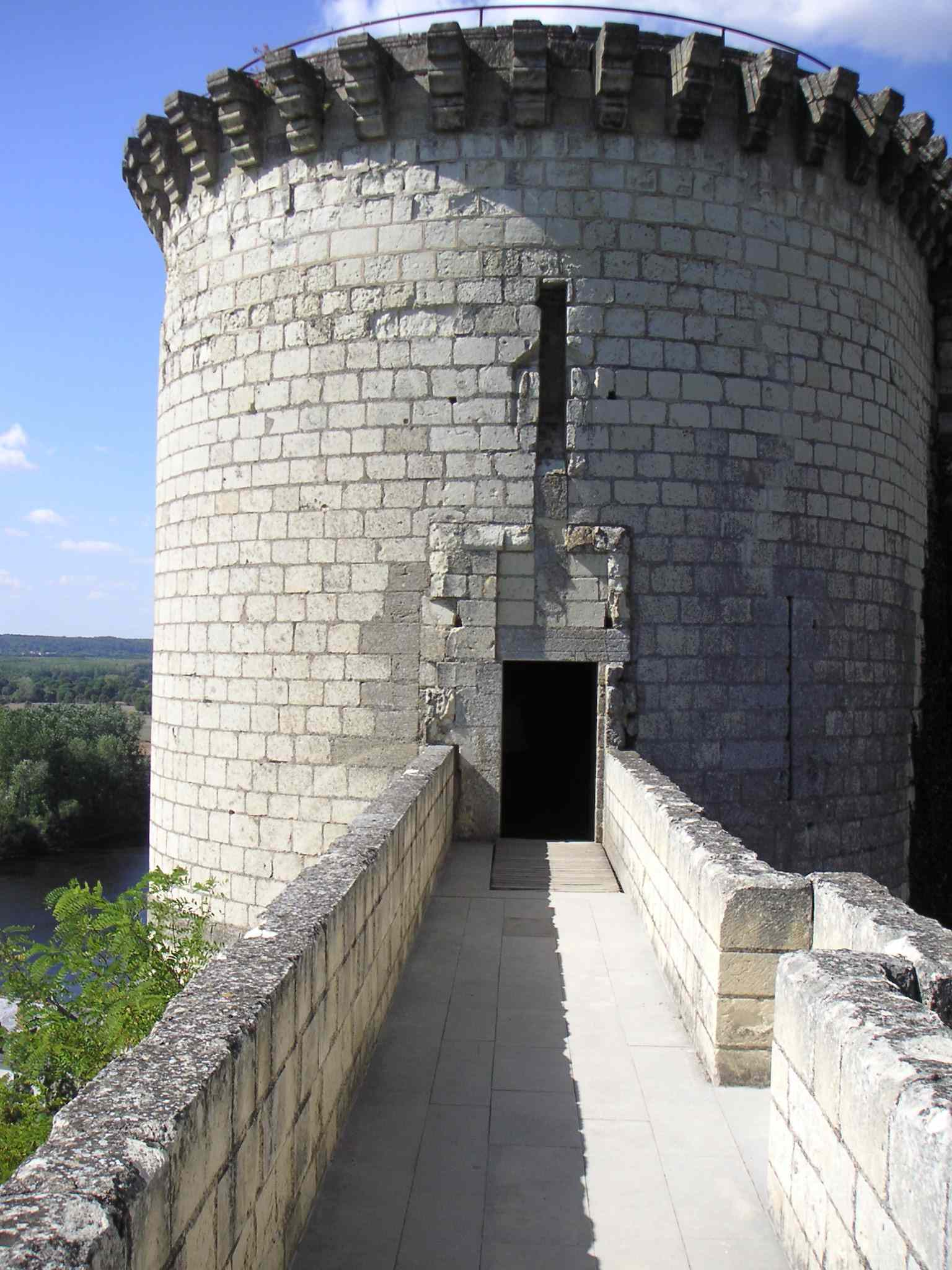
Torre di Boissy (tour de Boissy).
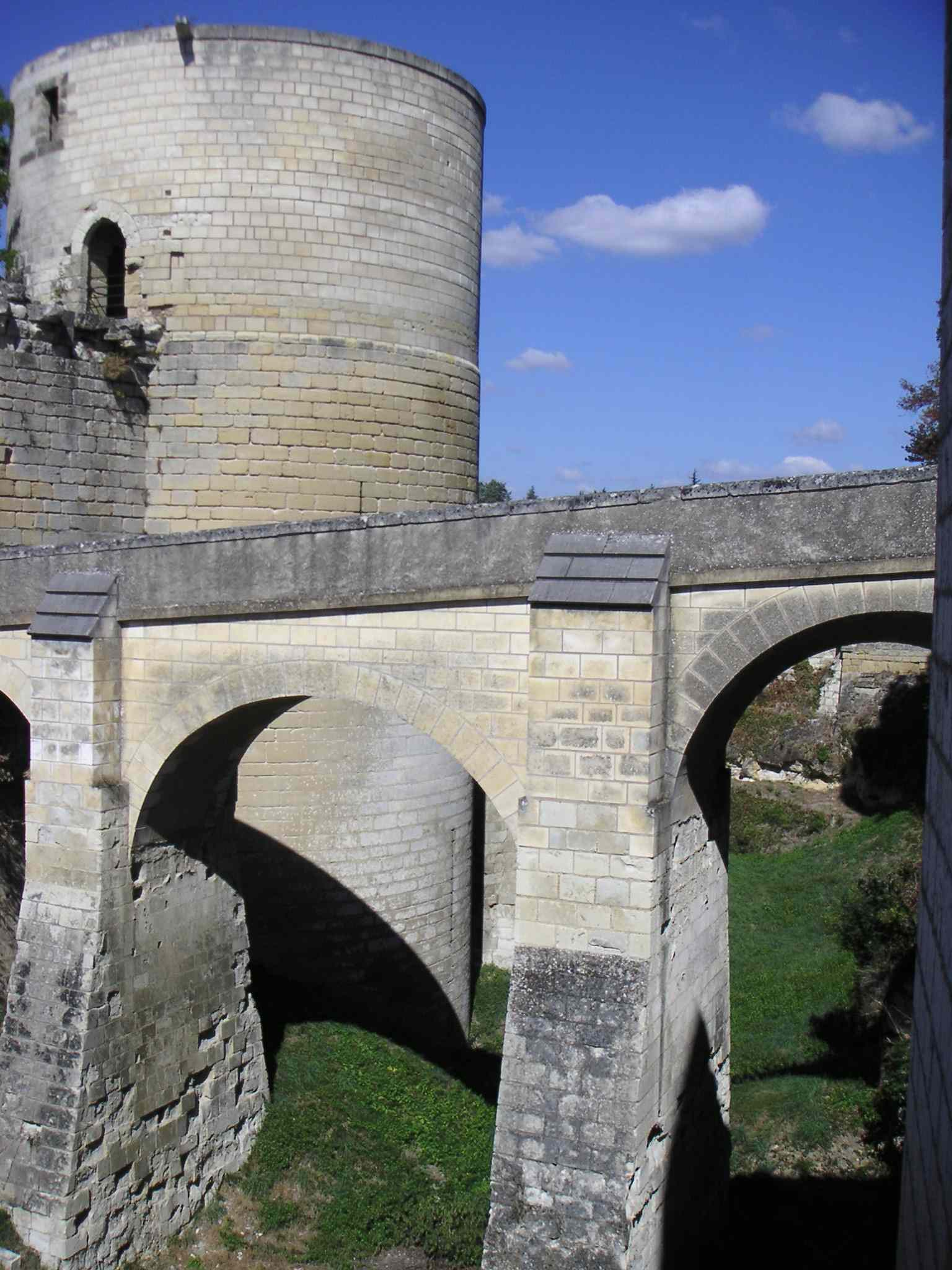
Donjon del castello di Chinon.
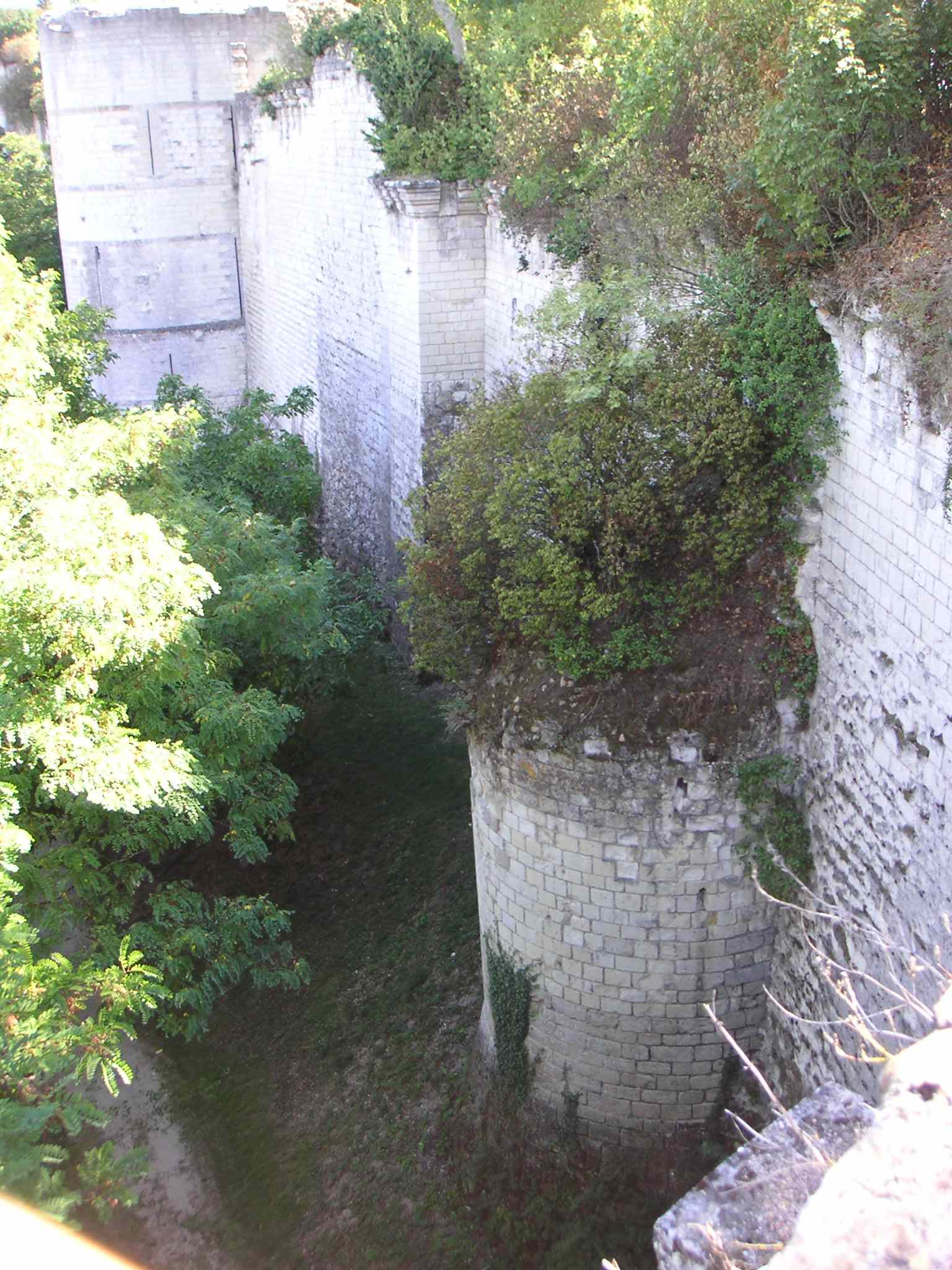
Mura e fossato difensivo.
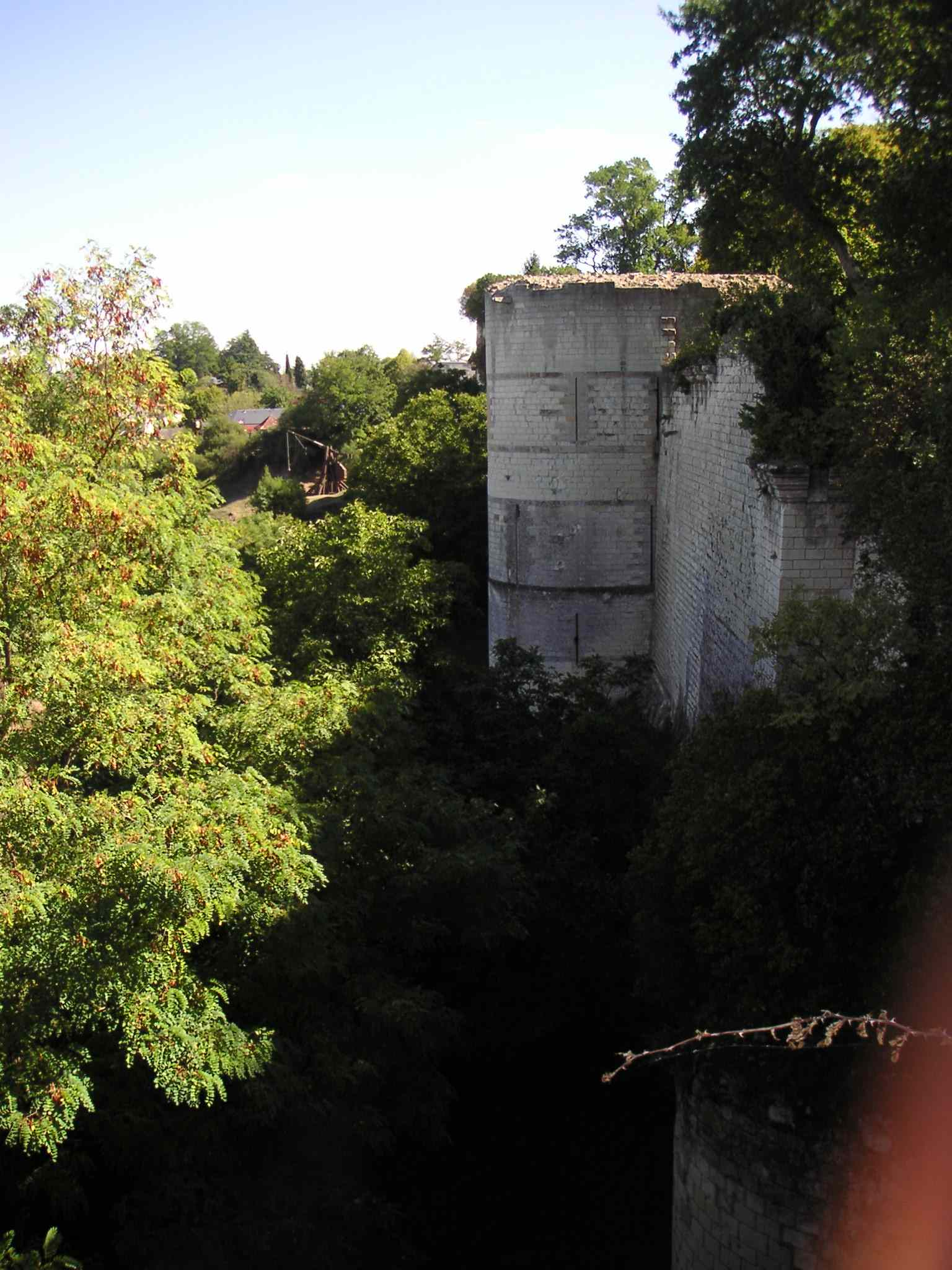
Torre dei cani (tour des chiens).
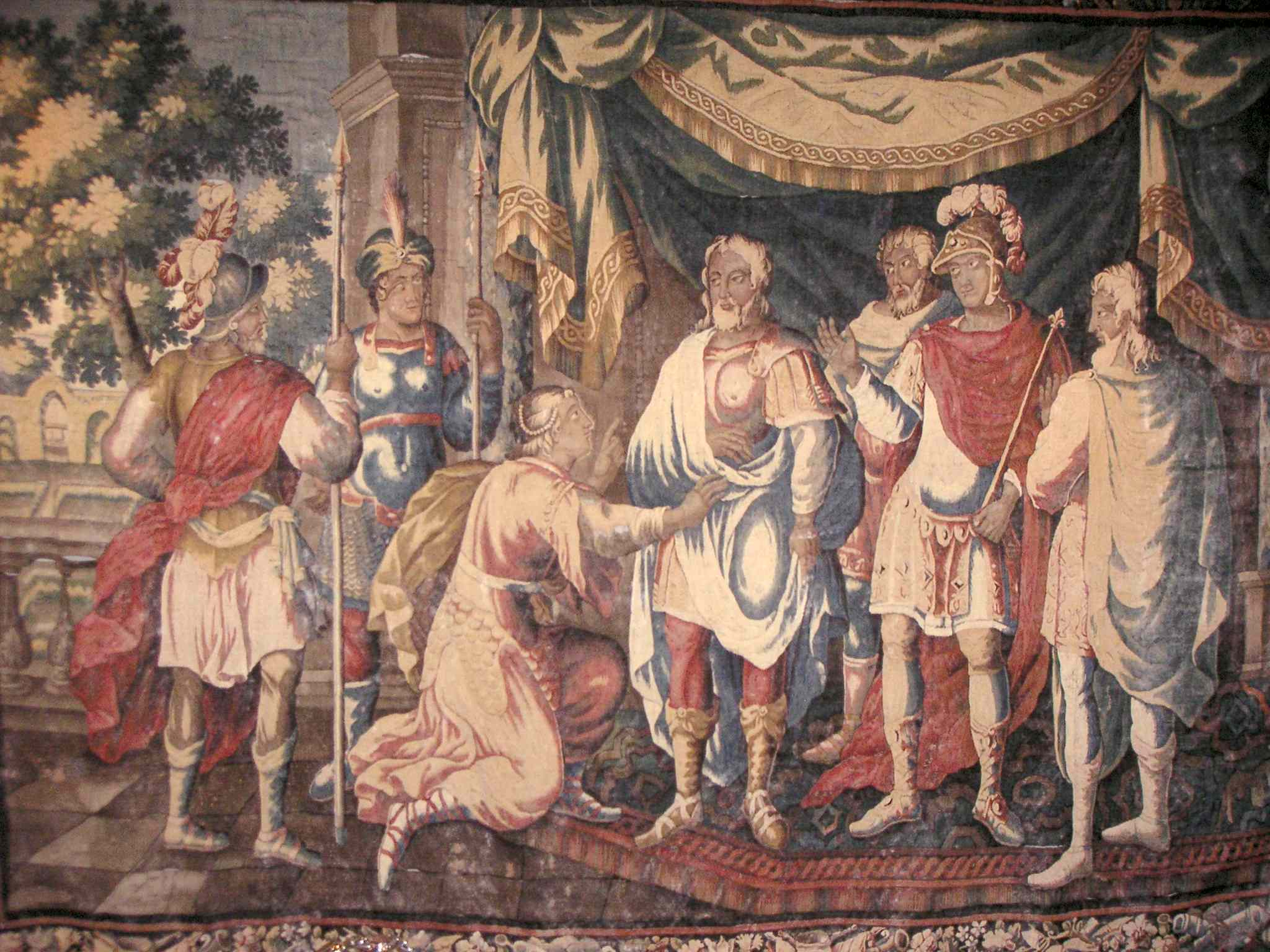
Giovanna d'Arco riconosce il Delfino Carlo tra la folla (arazzo).
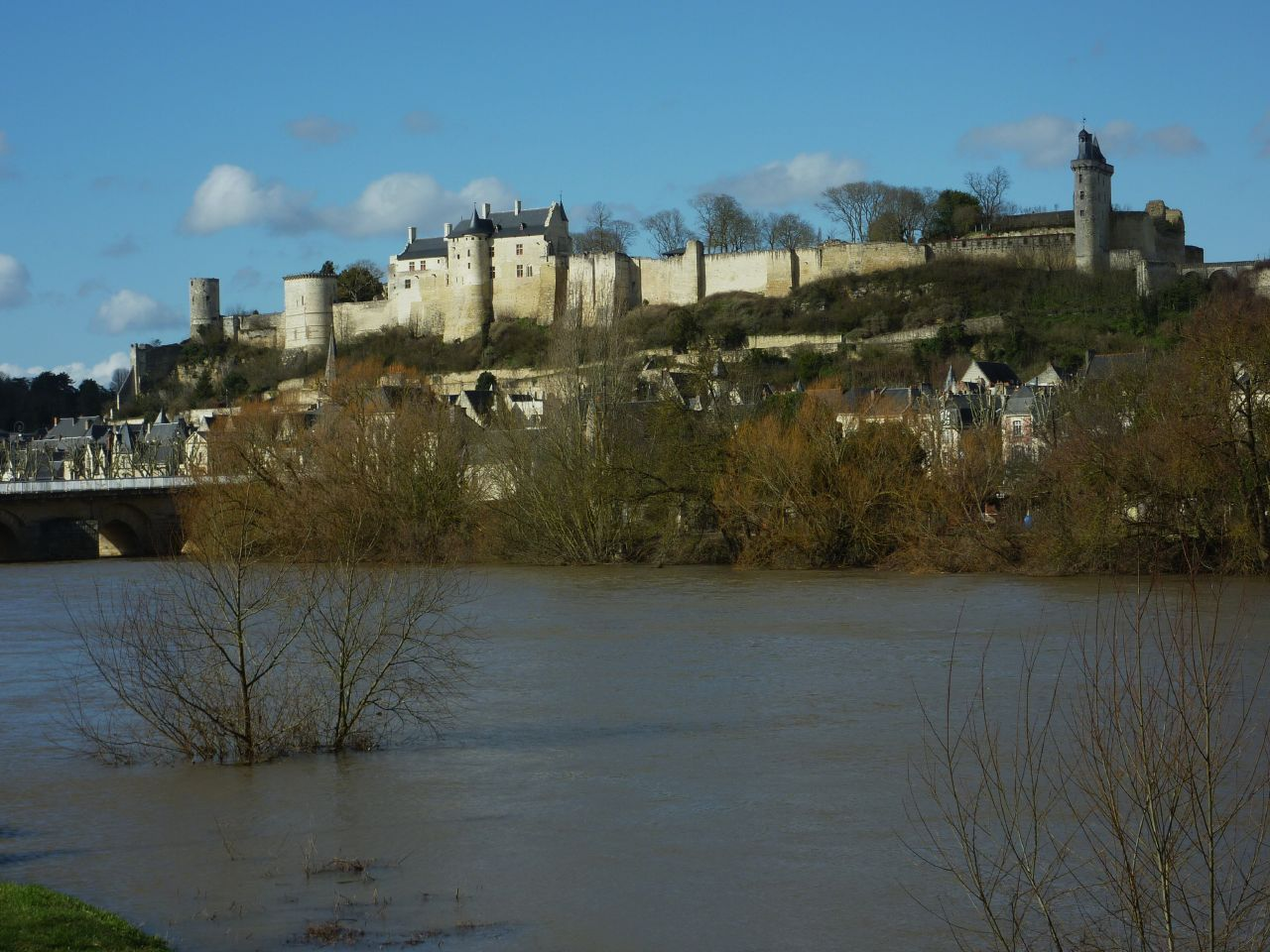
Castello visto dal fiume.